# ترزبينيا
ترزبينيا (بالبولندية:Trzebinia) تبيا مدينة في جنوب بولندا مع 20,373 ساكنات (2005). هو وضعت في ال لسر بولندا فويفودشيب (منذ ذلك الحين 1999), سابقا داخل كتوويس فويفودشيب (1975-1998).
ترزبينيا إيندوستريل سنتر مهمّة، مع أيل رفينري ينتسب إلى ال أرلن شركة أس ولّ س بوور بلنت، يحدّد في سرسزا قريبة. هو أيضا كبريات سكّة حديديّة ملتقى، يحدث على ال كراكوفيا - كتوويس خطّ, مع توصيلات إلى أسويسم وسبتكوويس.
هذا لسّر بولندا فويفودشيب موقعة مادة ا قاعدة. أنت تستطيع مساعدة ويكيبديا جانبا يمدّد هو.

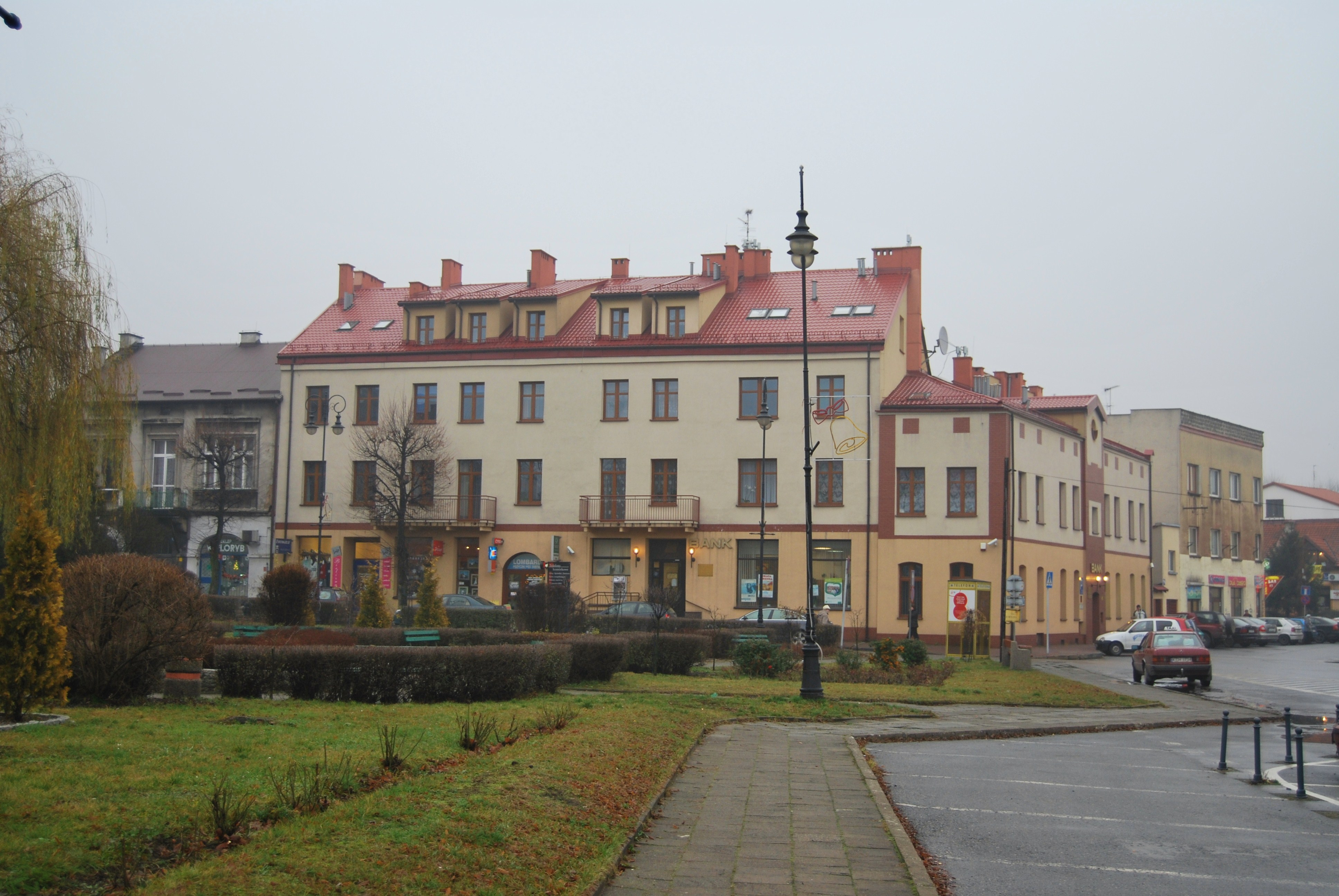
ترزبينيا